# Bagdad
|  | Per a altres significats, vegeu «Bagdad (desambiguació)». |

Bagdad (àrab: بغداد, Baḡdād; en català medieval, Baldach o Baldac; en català pre-normatiu, també Bagdat) és la capital de l'Iraq i de la Governació de Bagdad. Té una població estimada de 5.402.486 habitants (est. 2010) que la converteix en la ciutat més gran de l'estat; és la més gran en extensió d'Iraq i la segona més gran, després del Caire, de tot el països àrabs. El gentilici n'és bagdatí-ina o bagdadí-ina.
Està localitzada al voltant del riu Tigris i està datada des del segle viii. Dins del món islàmic, Bagdad ha tingut un interès renovat a causa de la Guerra d'Iraq.

## Etimologia
Encara que no està en discussió el seu origen persa, n'hi ha diverses propostes sobre l'etimologia. La teoria que té una acceptació més gran és que el nom prové del persa mitjà, i està format per Bag, 'Déu' + dād, 'donat': es traduiria com "donat per Déu" o "regal de Déu", en el persa modern Baɣdād. Una altra proposta és que el nom provingui del persa mitjà Bāgh-dād, 'El jardí donat'. El nom és preislàmic i els seus orígens no estan gaire clars, però es relaciona amb assentaments anteriors, que no tenien gens d'importància política o comercial, de manera que és, en la pràctica, una fundació en temps abbàssida. Al-Mansur anomena la ciutat "Madinah al-Salam" o 'Ciutat de la pau', fent referència al paradís. Aquest fou el nom oficial de les monedes, pesos i altres coses.

## Història

### Fundació
El 30 de juliol del 762 el califa Al-Mansur va fundar la ciutat. Al-Mansur creia que Bagdad era la ciutat perfecta per convertir-se en la capital de l'Imperi islàmic sota el poder dels abbàssides. Al-Mansur
estimava tant aquell lloc que digué:
| «           | Aquesta és realment la ciutat que estic fundant, on estic vivint i on els meus descendents regnaran després. | » |
| — Al-Mansur | |   |

La ciutat cresqué ajudada per la seva idònia situació, que li donà el control d'estratègiques rutes de comerç; també s'hi feien mensualment fires de mostres en la zona i tenia els carrers pavimentats amb quitrà. Una altra raó que feia de Bagdad un emplaçament idoni va ser la gran abundància d'aigua i el clima sec. L'aigua és present tant al nord com al sud de les portes de la ciutat, i permetia tenir en totes les cases subministrament d'aigua en abundància, que no era gens habitual en aquells temps. Badgad va arribar al moment més àlgid de prosperitat durant el regnat del califa Harun Rashid als primers anys del segle ix.

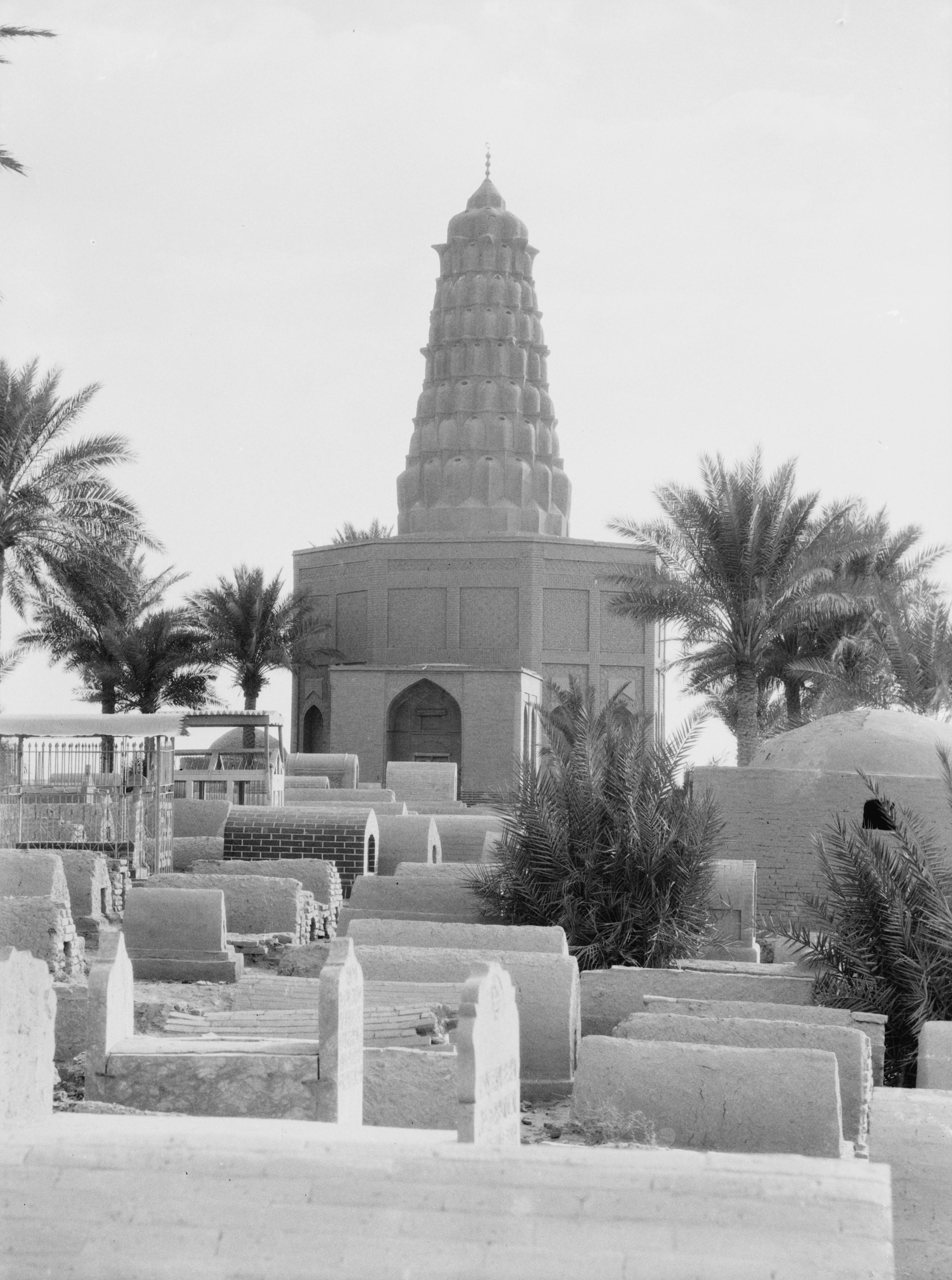
Tomba de Zumurrud Khaton a Baghdad,1932

Bagdad va eclipsar la ciutat de Ctesifont, capital de l'Imperi Persa, que es trobava a 30 km al sud-est, sota control musulmà des de 637, i que ràpidament anà decaient després de la fundació de Bagdad.

### Bagdad otomà (segles XVI-XIX)

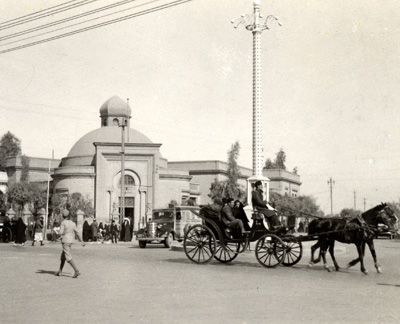
El Bagdad de 1930

L'any 1534, Bagdad va caure sota control dels turcs otomans. Sota aquests, tingué un període de decadència, parcialment degut a l'enemistat entre els seus governants i Pèrsia, que no acceptaven el control turc de la ciutat. Després de la guerra entre otomans i safàvides, entre 1623 i 1638, Bagdad quedà en mans dels iranians. Durant un temps, havia estat la ciutat més gran de l'Orient Pròxim. La ciutat, cap a la fi del segle xviii, visqué un relatiu revifament sota el govern de Mameluc. The Nuttall Encyclopaedia publicà l'any 2007 que la població de Bagdad al voltant de l'any 1900 tenia 185.000 habitants.

### Invasió de l'Iraq del 2003

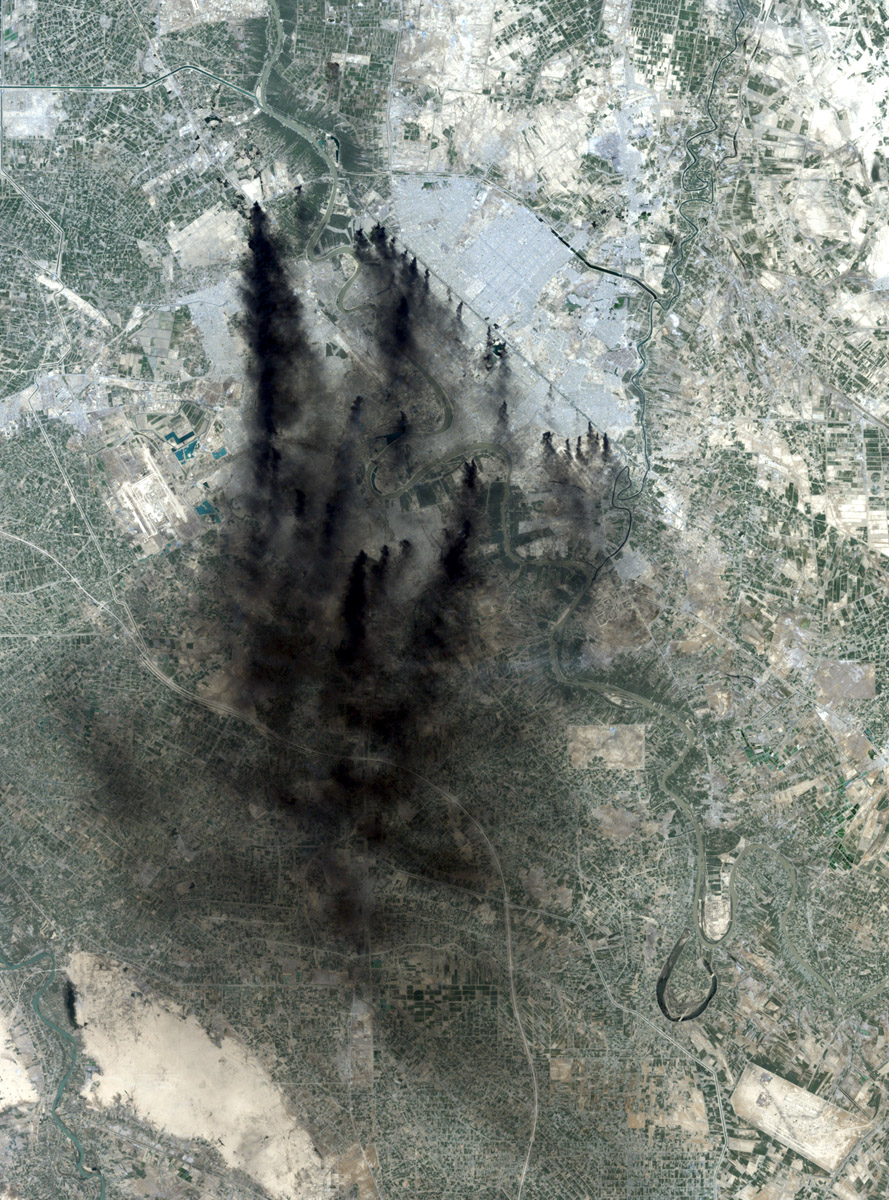
Imatge de Bagdad en flames el 2 d'abril de 2003 feta pel satèl·lit Landsat 7 de la NASA

Bagdad, capital d'Iraq, va ser bombardejada fortament entre el març i l'abril de 2003 dins de les accions de la Guerra de l'Iraq i caigué sota control estatunidenc entre el 7 i el 9 d'abril d'aquell mateix any. A aquest fet, se li sumaren els nombrosos saquejos que hi hagué durant la guerra. Amb l'enderrocament del president Saddam Hussein, la ciutat passà a estar ocupada per les tropes dels EUA. L'Autoritat Provisional de la Coalició (CPA) establí una «zona verda» d'uns 8 km², al centre de la ciutat, per governar provisionalment l'Iraq abans que el nou govern iraquià fos establert; governà fins que a la fi del juny del 2004 cedí el poder al govern provisional iraquià i el 30 de gener de 2005, finalment, se celebraren eleccions legislatives per a l'elecció de l'Assemblea Nacional Iraquiana.
Un any més tard de l'ocupació estatunidenca, no es complien els serveis mínims com l'electricitat, que no eren estables; l'estiu de l'any 2004, l'electricitat només era disponible intermitentment en la majoria d'àrees de la ciutat.

## Geografia

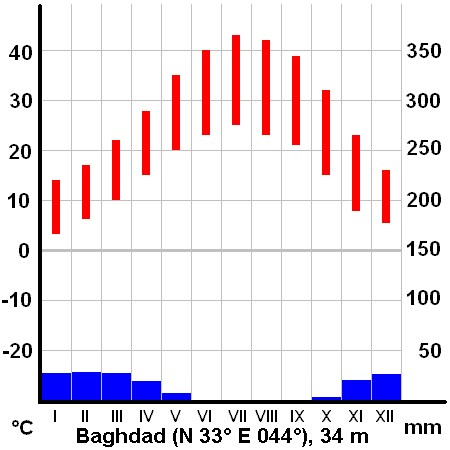
Diagrama del clima de Bagdad

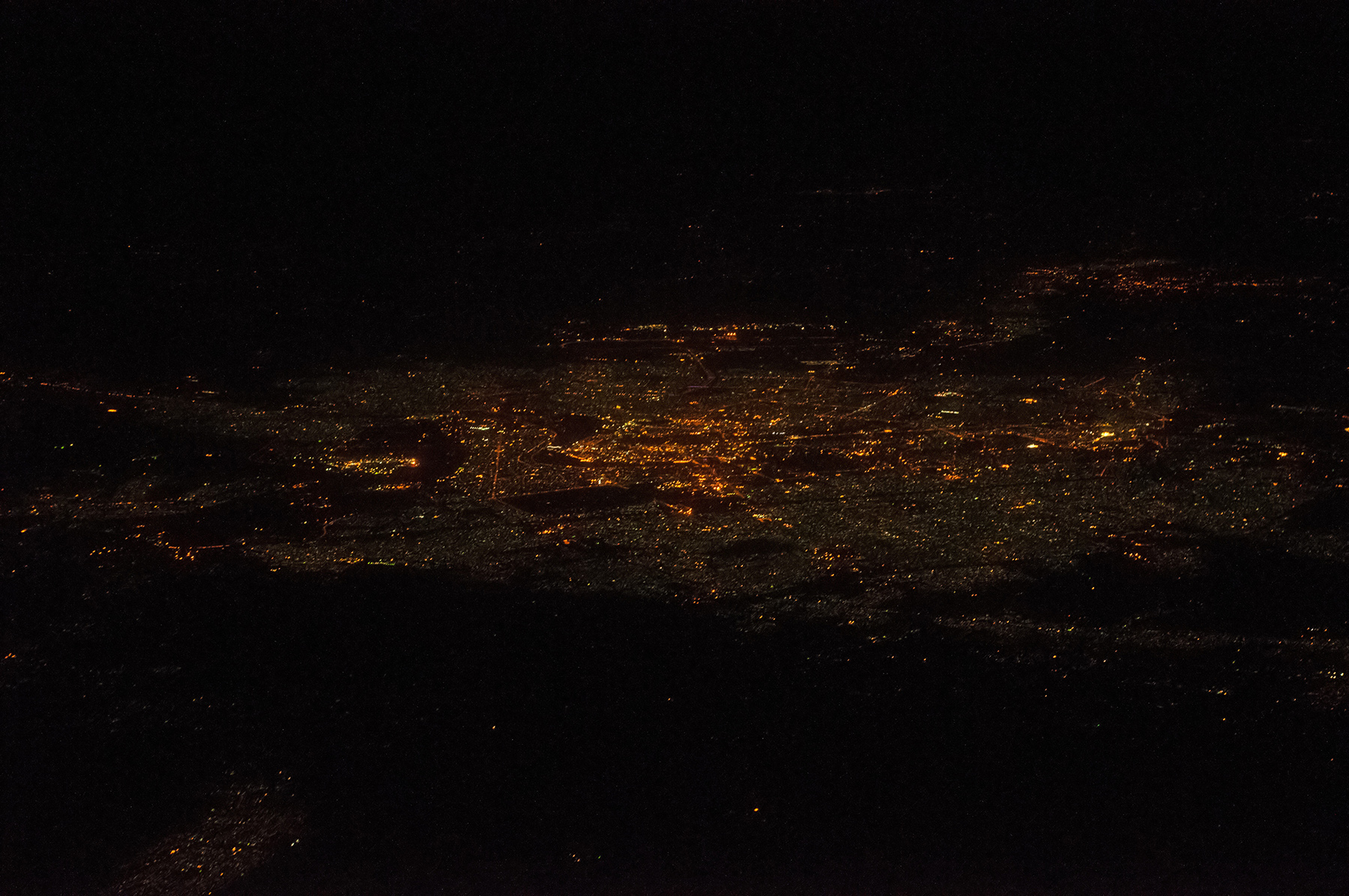
Bagdad de nit, el 2013

La ciutat és situada en una plana dividida pel riu Tigris. Aquest divideix la ciutat en dos, la meitat est, coneguda com a "Russafa", i la meitat oest, com "Karkh". El terreny on se situa la ciutat és pla i de poca alçada, producte d'un al·luvió original degut a les llargues i periòdiques inundacions provocades pel riu.
Bagdad té un clima molt calorós i àrid (BWh, segons la taula de Köppen), és una de les ciutats més caloroses del món. Durant l'època estiuenca, de juny a agost, la temperatura mitjana és de 44 °C amb un sol abrasador; la pluja és pràcticament inexistent a la zona durant l'esmentada estació. De dia, els termòmetres poden arribar fins als 50 °C a l'ombra i només a la nit baixen fins als 24 °C. La humitat és també molt baixa a causa de la distància que separa la ciutat del golf Pèrsic, cosa que propicia que es formin tempestes de pols estiuenques provinents del desert.
Durant l'hivern, de desembre a febrer, les temperatures se suavitzen notablement. Les màximes oscil·len entre els 15 i els 16 °C i les mínimes al voltant dels 4 °C, encara que no és estrany que Bagdad arribi a temperatures a l'hivern sota zero. En travessar-la el riu Tigris, atenua l'efecte de continentalitat.
La pluja anual es limita només al període que va des del novembre fins al març i acumula de mitjana 140 mil·límetres, encara que s'ha arribat a enregistrar com a màxim fins a 575 mm i com a mínim fins als 23 mm. L'11 de gener del 2008 es produí una estampa insòlita a Bagdad, ja que la ciutat quedà emblanquinada amb una fina capa de neu, que la convertí en la primera en 100 anys.
| Paràmetres climàtics mitjans de Bagdad, Iraq   | Paràmetres climàtics mitjans de Bagdad, Iraq | Paràmetres climàtics mitjans de Bagdad, Iraq | Paràmetres climàtics mitjans de Bagdad, Iraq | Paràmetres climàtics mitjans de Bagdad, Iraq | Paràmetres climàtics mitjans de Bagdad, Iraq | Paràmetres climàtics mitjans de Bagdad, Iraq | Paràmetres climàtics mitjans de Bagdad, Iraq | Paràmetres climàtics mitjans de Bagdad, Iraq | Paràmetres climàtics mitjans de Bagdad, Iraq | Paràmetres climàtics mitjans de Bagdad, Iraq | Paràmetres climàtics mitjans de Bagdad, Iraq | Paràmetres climàtics mitjans de Bagdad, Iraq | Paràmetres climàtics mitjans de Bagdad, Iraq |
| Mes                                            | Gen.                                         | Feb.                                         | Mar.                                         | Abr.                                         | Mai.                                         | Jun.                                         | Jul.                                         | Ago.                                         | Set.                                         | Oct.                                         | Nov.                                         | Des.                                         | Anual                                        |
| ---------------------------------------------- | -------------------------------------------- | -------------------------------------------- | -------------------------------------------- | -------------------------------------------- | -------------------------------------------- | -------------------------------------------- | -------------------------------------------- | -------------------------------------------- | -------------------------------------------- | -------------------------------------------- | -------------------------------------------- | -------------------------------------------- | -------------------------------------------- |
| Temperatura màxima registrada °C (°F)          | 24,8 (76,6)                                  | 27,1 (80,8)                                  | 30,9 (87,6)                                  | 38,6 (101,5)                                 | 43,5 (110,3)                                 | 48,8 (119,8)                                 | 50,0 (122)                                   | 49,9 (121,8)                                 | 47,7 (117,9)                                 | 40,2 (104,4)                                 | 35,6 (96,1)                                  | 25,3 (77,5)                                  | 50 (122)                                     |
| Temperatura mínima registrada °C (°F)          | −11,0 (12,2)                                 | −10,0 (14)                                   | −5,5 (22,1)                                  | −0,6 (30,9)                                  | 8,3 (46,9)                                   | 14,6 (58,3)                                  | 22,4 (72,3)                                  | 20,6 (69,1)                                  | 15,3 (59,5)                                  | 6,2 (43,2)                                   | −1,5 (29,3)                                  | −8,7 (16,3)                                  | −11 (12,2)                                   |
| Temperatura diària màxima °C (°F)              | 15,5 (59,9)                                  | 18,5 (65,3)                                  | 23,6 (74,5)                                  | 29,9 (85,8)                                  | 36,5 (97,7)                                  | 41,3 (106,3)                                 | 44,0 (111,2)                                 | 43,5 (110,3)                                 | 40,2 (104,4)                                 | 33,4 (92,1)                                  | 23,7 (74,7)                                  | 17,2 (63)                                    | 30,6 (87,1)                                  |
| Temperatura diària mínima °C (°F)              | 3,8 (38,8)                                   | 5,5 (41,9)                                   | 9,6 (49,3)                                   | 15,2 (59,4)                                  | 20,1 (68,2)                                  | 23,3 (73,9)                                  | 25,5 (77,9)                                  | 24,5 (76,1)                                  | 20,7 (69,3)                                  | 15,9 (60,6)                                  | 9,2 (48,6)                                   | 5,1 (41,2)                                   | 14,9 (58,8)                                  |
| Precipitació total mm (polzades)               | 27,2 (1,1)                                   | 19,1 (0,8)                                   | 22,0 (0,9)                                   | 15,6 (0,6)                                   | 3,2 (0,1)                                    | 0 (0)                                        | 0 (0)                                        | 0 (0)                                        | 0 (0)                                        | 3,3 (0,1)                                    | 12,4 (0,5)                                   | 20,0 (0,8)                                   | 122,8 (4,8)                                  |
| Font: Organització Meteorològica Mundial (ONU) |                                              |                                              |                                              |                                              |                                              |                                              |                                              |                                              |                                              |                                              |                                              |                                              |                                              |
| Font #2: Climate & Temperature 15 juny 2019    |                                              |                                              |                                              |                                              |                                              |                                              |                                              |                                              |                                              |                                              |                                              |                                              |                                              |

Principals vials de Bagdad
- Carrer Haifa

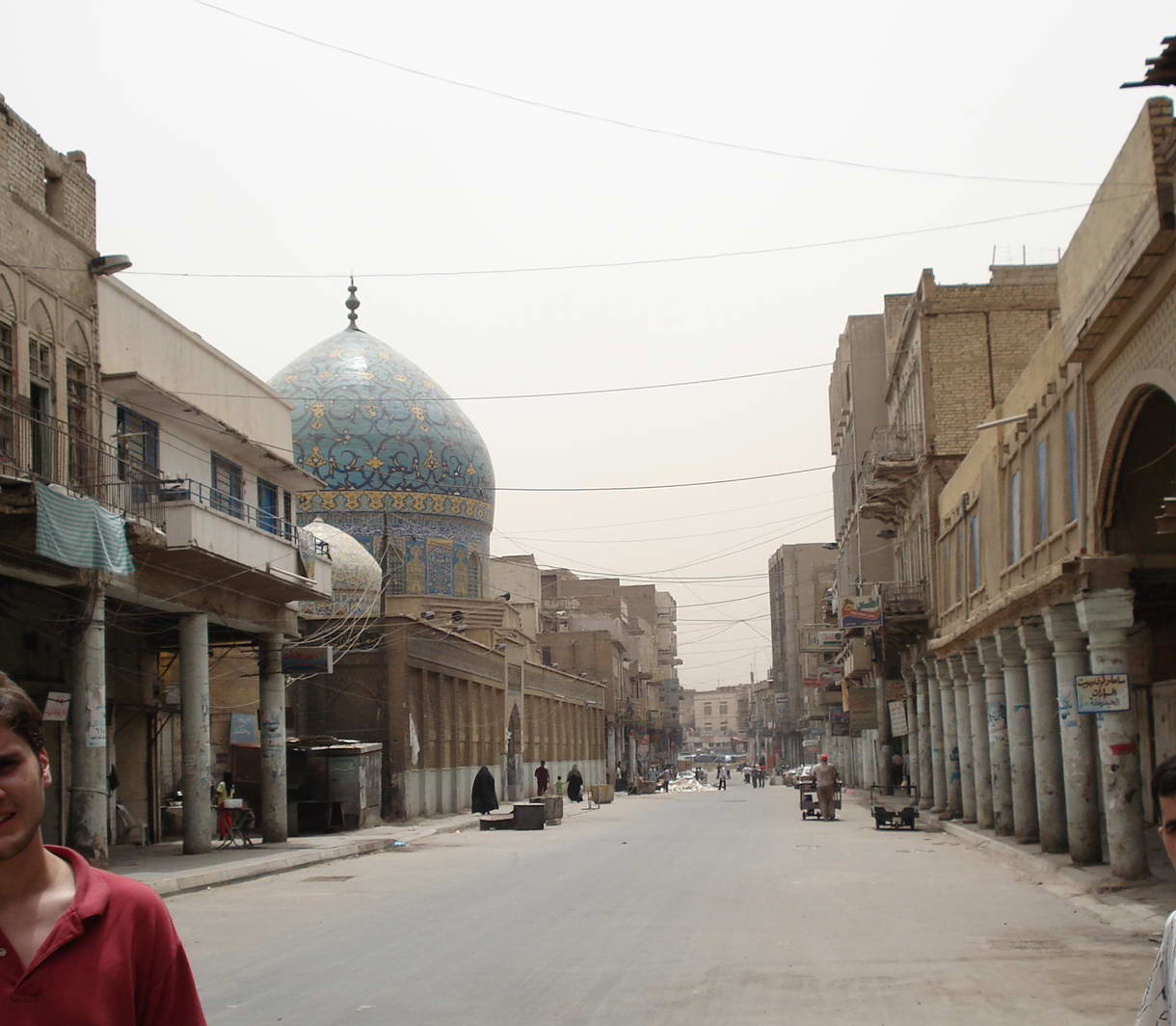
Carrer Al Rasheed, la cúpula de la mesquita d'Hayder Khana a l'esquerra

- Carretera Hilla, entra a la ciutat de Bagdad des del sud per Yarmouk (Bagdad)
- Carrer Caliphs, conegut carrer d'històriques mesquites i esglésies
- Carrer Sadoun, va des de la plaça de l'Alliberament a Masbah
- Autopista Mohammed Al-Qassim prop d'Adhamiyah
- Carrer Abu Nuwas, va vora el Tigris des del pont Jumhouriya fins al pont suspès del 14 de juliol
- Carrer Damascus, va des de la plaça de Damasc cap a la carretera Matar Sadam al-Dowli
- Carrer Mutanabbi, carrer amb nombrosos llibres, denominat així després del 10è centenari del poeta iraquià Al-Mutanabbi
- Carrer Rabia
- Carrer Arbataash Tamuz (carretera Mosul)
- Carrer Muthana al-Shaibani
- Carrer Bor Saeed (Port Said)
- Carrer Thawra
- Carrer Al Qanat, travessa Bagdad de nord a sud
- Al Khat al Sare'a-Mohammed al Qasim (carretera ràpida), travessa Bagdad de nord a sud
- Carrer Al Sinaa (carrer Indústria), va a la Universitat de Tecnologia
- Carrer Al Nidhal
- Carrer Al Rasheed, centre de Bagdad
- Carrer Al Jamhuriah, centre de Bagdad
- Carrer Falastin
- Tariq el Muaskar, (carretera Al Rasheed Camp)
- Carretera Matar Bagdad Al-Dawli, carretera de l'aeroport
- Carretera Jihadd, centre de Bagdad

### Divisió administrativa
La ciutat de Bagdad està dividida en 89 veïnats dins de 9 districtes. Aquestes subdivisions oficials de la ciutat han servit com a centres administratius per l'oferiment dels serveis municipals, però des de l'any 2003 no tenen funcions polítiques.
Els nou districtes (en anglès, DAC, District Advisory Councils) són els següents:
- Adhamiyah
- Karkh[15]
- Karadah[16][17]
- Kadhimyah[18]
- Mansour
- Sadr City (Thawra)[19]
- Rasheed[20]
- Rusafa
- New Baghdad (Tisaa Nissan, 9 d'abril)[21]

La ciutat també comprèn els següents veïnats més petits que poden pertànyer als districtes superiors: 
- Al-Ghazaliya
- Al-A'amiriya
- Dora
- Karrada
- Al-Jadriya
- Zayouna
- Al-Saydiya
- Hurriya
- Al-Sa'adoon
- Al-Shu'ala
- Bab Al-Moatham
- Bab Al-Sharqi
- Al-Baya'
- Al-Za'franiya
- Hayy Ur
- Sha'ab
- Jamia
- Al-Adel
- Al Khadhraa
- Hayy Al-Jihad
- Hayy Al-A'amel
- Hayy Aoor
- Al-Horaya
- Hayy Al-Shurtta
- Yarmouk
- Jesr Diyala
- Abu Disher
- Raghiba Khatoun
- Arab Jijur
- Al-Awashosh
- Al-Fathel
- Al-Ubedy
- Al-Wazireya

## Cultura

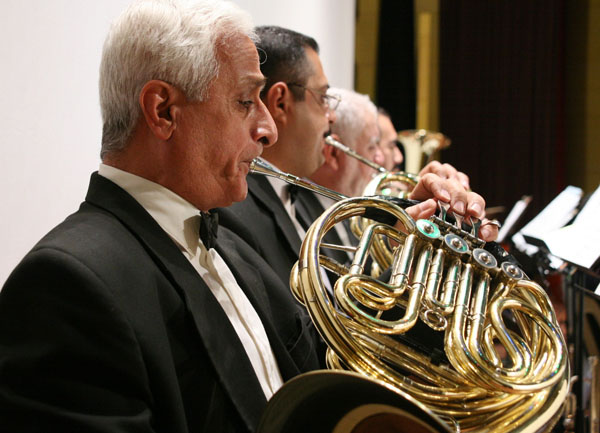
L'Orquesta Nacional Iraquiana (fundada oficialment el 1959) realitzant un concert a l'Iraq, el juliol de 2007

Bagdad sempre ha desenvolupat un paper important en la vida cultural àrab i ha estat la llar d'escriptors, músics i artistes. El dialecte àrab que es parla avui a Bagdad difereix dels d'altres grans centres urbans del país; és possible que aquest fet sigui degut a la repoblació de la ciutat amb residents de les zones rurals durant la baixa edat mitjana.
Algunes de les importants institucions culturals de la ciutat inclouen:
- Orquesta Nacional Iraquiana: els assajos i actuacions foren interromputs breument durant la Segona Guerra del Golf, però des d'aleshores han tornat a la normalitat.
- Teatre Nacional de l'Iraq: el teatre va ser saquejat durant la invasió de l'Iraq del 2003, però s'està mirant de restaurar-lo de nou.[22]

### Llocs d'interès
Alguns punts d'interès són el Museu Nacional de l'Iraq, amb una valuosa col·lecció de peces i artefactes que va ser saquejada durant la invasió del 2003, i els arcs anomenats Mans de la Victòria. Diversos partits iraquians han debatut sobre si han de seguir sent els arcs monuments històrics o s'han de desmantellar. Milers de manuscrits antics ubicats a la Biblioteca Nacional i l'Arxiu de l'Iraq van ser destruïts quan l'edifici es va incendiar durant la invasió de 2003. El santuari Al-Kadhimain, al nord-oest de Bagdad (a Kadhimiya), és un dels centres religiosos xiïtes més importants d'Iraq. Es va acabar l'any 1515, i el 7è i 9è imams xiïtes (Mussa al-Kàdhim i Muhàmmad Jawad at-Taqí) hi varen ser enterrats. Un dels edificis més antics és el palau Abbàssida: forma part de l'àrea històrica central de la ciutat i es troba prop d'altres edificis d'importància històrica com l'edifici Saray i l'escola Al-Mustansiriyah (del període abbàssida). Hi ha altres llocs d'interès de Bagdad, i cada un en representa una era històrica:
- Torre de Bagdad (actualment la torre del Centre de Telecomunicacions Ma'amoon): era el punt més alt de la ciutat, des d'on es podia observar tota la ciutat. La construcció de la torre marca el període de la postguerra del Golf, al 1991, amb els esforços de reconstrucció de la ciutat.
- El pont de dos nivells a Jadriyah (Ŷisr Abul Tabqain). Si bé els plans de construcció d'aquest pont eren anteriors al govern de Sadam Hussein, no es va arribar a construir. Com a part dels recents esforços de reconstrucció, s'ha construït el pont actual, que connecta la zona d'Al-Doura amb la resta de la ciutat de Bagdad i completa el pont 14 de Juliol.
- Sahat Al Tahrir (plaça de l'Alliberament), al centre de Bagdad.
- Museu Bagdadí (Museu de cera).
- Escola Mustansiriya, una estructura abbàssida del segle xiii.
- Parc Al-Zawra'a a l'àrea Al-Mansour i gairebé al centre de Bagdad.
- Plaça de Kahramana i els 40 lladres.
- Hotel Al-Rasheed.
- Monument Al Jundi Al Majhool (Monument al Soldat Desconegut).
- Monument Al Shaheed - Monument als soldats iraquians morts a la guerra Iran/Iraq, situat a la riba oriental del Tigris.
- Una gran carretera construïda sota el règim de Saddam Hussein com a ruta per a les desfilades, que discorre per les Mans de la Victòria, un parell d'enormes espases entrecreuades, construïdes en honor dels soldats que van morir en la Guerra Iran-Iraq durant el govern de Saddam.

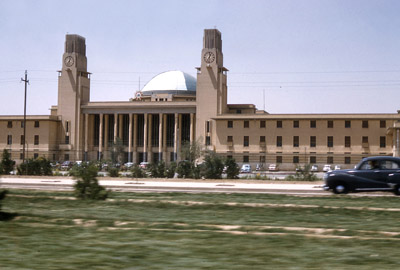
Estació de tren (1959)
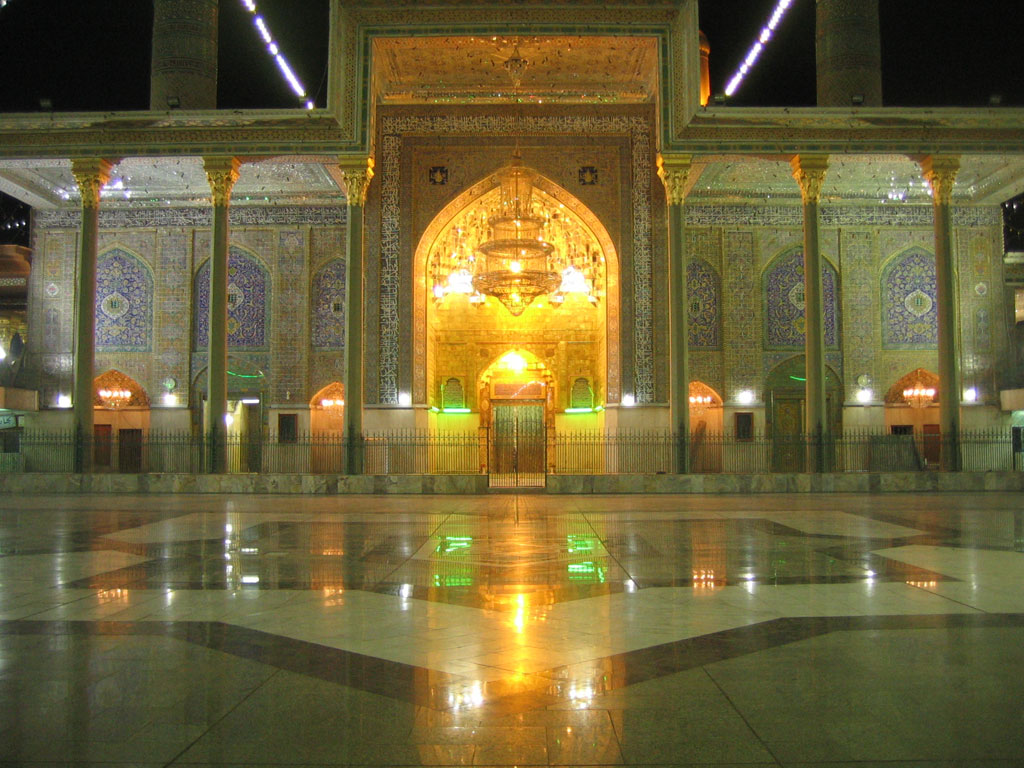
Sepulcre d'Imam Al-Kàdhim i Imam Al-Jawad a Kadhimyah
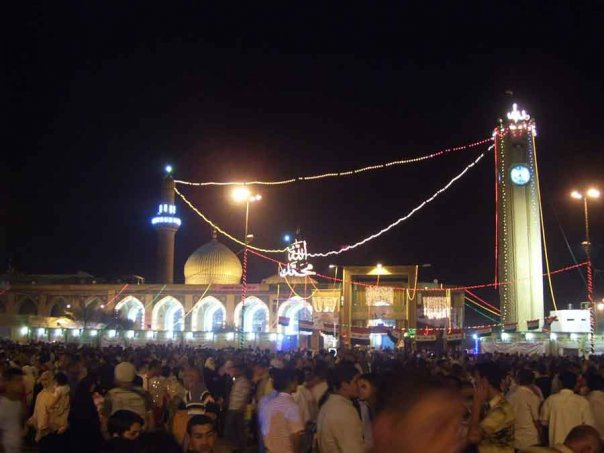
Mesquita d'Abu-Hanifa, a Adhamiyah

### Zoo de Bagdad
El Zoo de Bagdad era el zoo més gran de l'Orient Mitjà. Vuit dies després del començament de la invasió de l'Iraq del 2003, només 35 dels 650 a 700 animals del zoo havien sobreviscut, ja que alguns havien estat robats per servir d'aliment humà i altres moriren d'inanició en no disposar ni d'aigua ni menjar. Alguns dels supervivents foren animals més grans com ossos, lleons i tigres. En no resistir el caos portat per la invasió, el sud-africà Lawrence Anthony i alguns dels guardes del zoo es van preocupar pels animals i alimentaven els carnívors amb ases comprats a la zona. Finalment, Bremer ordenà protegir el zoo, i els enginyers americans ajudaren a arreglar-ne les instal·lacions.

### Espoliació del patrimoni cultural de Bagdad
Les dues guerres del Golf han afectat molt el patrimoni cultural de la ciutat de Bagdad en concret, i en general de tot l'Iraq.
Des de temps remots, les ciutats construïdes pels iraquians, en ser abandonades i destruir-se, va formar petits turons, disseminats per tot l'estat. S'anomenen tells i per sota es troben dipòsits de testimonis que no s'havien excavat en la seva major part. S'estima en més de 10.000 el nombre d'aquestes ubicacions arqueològiques en territori iraquià que contenien peces desconegudes de la cultura sumèria, babilònica i assíria. I no se sap la quantitat d'aquest tells que encara existeixen.
Molts arqueòlegs comparen la despulla d'aquest llegat amb la destrucció de la Biblioteca d'Alexandria, o amb la destrucció ocasionada a Constantinoble per la quarta croada cristiana (el 1204, sota el papa Innocenci III).
Tot i que el pillatge de les peces arqueològiques i d'obres d'art de Mesopotàmia no és un fet nou, des del segle xix s'han estat donant casos d'excavacions il·legals, robatoris i contraban del patrimoni cultural i artístic de l'Orient Mitjà. Aquest saqueig ha alimentat quantioses col·leccions d'antiguitats mesopotàmiques, com per exemple les del Museu Britànic o les del Museu del Louvre.
La despulla de tresors preservats a l'Iraq al llarg dels segles va augmentar des de la Guerra del Golf (duta a terme per George Bush (pare) el 1991), i va arribar al punt culminant amb els saquejos del Museu de Bagdad quan els Estats Units van ocupar la ciutat. Des d'aleshores, desenes de milers d'obres han començat a aparèixer als mercats d'antiguitats d'Europa i els Estats Units. S'estima que uns 200.000 objectes s'han perdut definitivament. Entre aquests, la desaparició d'una arpa d'or d'època sumèria, que és el primer instrument musical de què es té constància (3000 aC). La Universitat de Mustansyria, fundada al segle xiii, era una de les universitats més antigues del món i va ser destruïda durant la Guerra del 91. Un altre fet que té efectes irreversibles és la crema de la Biblioteca Nacional de Bagdad, que atresorava molts manuscrits medievals. Aquests manuscrits constituïen fonts relacionades amb la tradició jueva, islàmica i cristiana. Entre els tresors del Museu Nacional de Bagdad hi havia la més important col·lecció d'antiguitats mesopotàmiques del món. Entre aquestes, milers de tauletes de fang amb escriptura cuneïforme, que en la seva major part mai van arribar a desxifrar-se. Se'n desconeix la ubicació actual.

### Esports
Bagdad és la seu d'alguns dels equips de futbol més importants de l'Iraq, els més grans en són (i segurament coneguts) l'Al Quwa Al Jawiya (Club d'aviació), l'Al Zawra, l'Al Shurta (policia) i l'Al Talaba (estudiants). El major estadi de la ciutat és l'estadi Al Shaab, que va ser inaugurat l'any 1966.
La ciutat també ha tingut una importat tradició de curses de cavalls des de la Primera Guerra Mundial. Els islamistes han pressionat per posar fi a aquesta tradició, a causa del fet que aquest esport té una important seqüència d'apostes.

## Religió

### Islam
La situació en la capital iraquiana després de la caiguda de Saddam Hussein el mes de març de 2003 és complexa, amb l'aparició de nous grups polítics, el ressorgiment de moviments religiosos tradicionals, el retorn d'aquells que vivien a l'exili, els líders religiosos i la influència dels països veïns.
L'augment de les tensions va donar lloc a diversos atacs terroristes i els conflictes armats de sunnites i xiïtes, uns contra els altres. La neteja ètnica ha estat significativa, encara que la violència es va reduir l'any 2007 entre els grups religiosos. Una de les raons és que gairebé no existeixen districtes heterogenis, de tal manera que existeix una planificació prèvia dels atacs. Una altra raó per a la reducció de la violència és la presència de l'exèrcit dels EUA, que separa xiïtes i sunnites.
El 95% de la població de l'Iraq és musulmana, la qual cosa explica la gran quantitat de mesquites que hi ha, la més famosa de les quals és la mesquita Abu Hanifa. Abans de la invasió de 2003, el 65% dels musulmans era sunnita i el 35% xiïta.

### Cristianisme

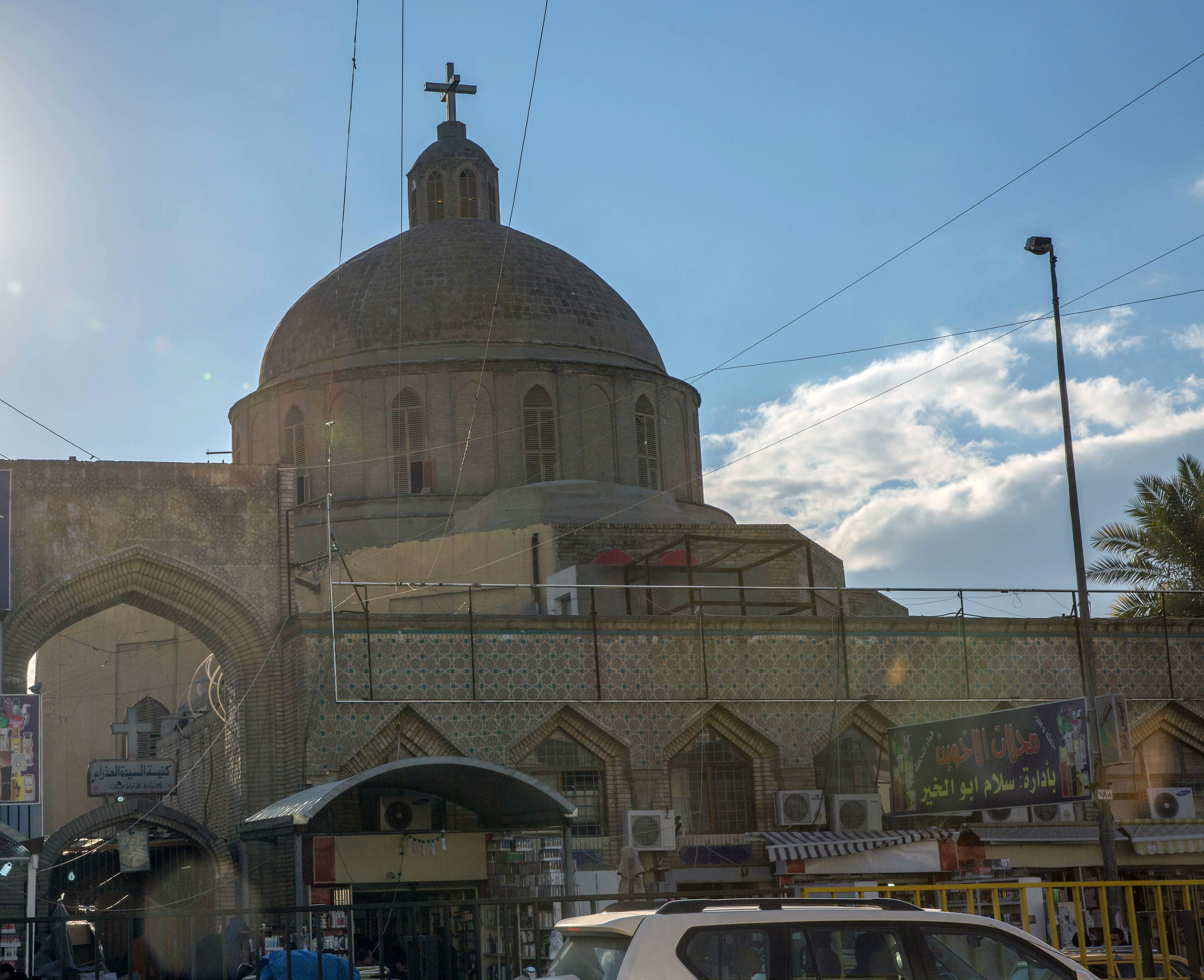
Catedral de Sant Josep, Església Llatina

El cristianisme ha existit a l'Iraq des dels primers temps, i les diverses esglésies cristianes iraquianes han tingut sòlides arrels. Durant el govern de Saddam Hussein hi havia una àmplia llibertat religiosa. El govern va arribar a tenir ministres cristians com l'ex Primer ministre catòlic caldeu Tarek Aziz.
Aproximadament la meitat dels cristians de l'Iraq viuen a Bagdad. La seva proporció en el total de la població fins al mes de març de 2003, que se situava entorn del 10%, va disminuir a causa de les crisis a l'Iraq fins a l'any 2006, fins a arribar a un 5%.
Des del començament de la guerra, segons el bisbe auxiliar de Bagdad, Andreas Abouna, prop del 75% de la població cristiana havia abandonat la capital, buscant protecció en el nord kurd de l'Iraq, o en països veïns com Turquia, Síria o Jordània.
El Patriarca de Babilònia, amb seu a Bagdad, encapçala l'organització religiosa de l'Església Catòlica Caldea. L'Església llatina forma l'Arxidiòcesi de Bagdad.
Bagdad és també la seu històrica del Patriarca de l'Església Assíria Oriental. Els bisbes de l'Església Ortodoxa Siríaca, organitzada anteriorment como Maphrianat de l'Orient, també tenen la seu a Bagdad.

### Judaisme

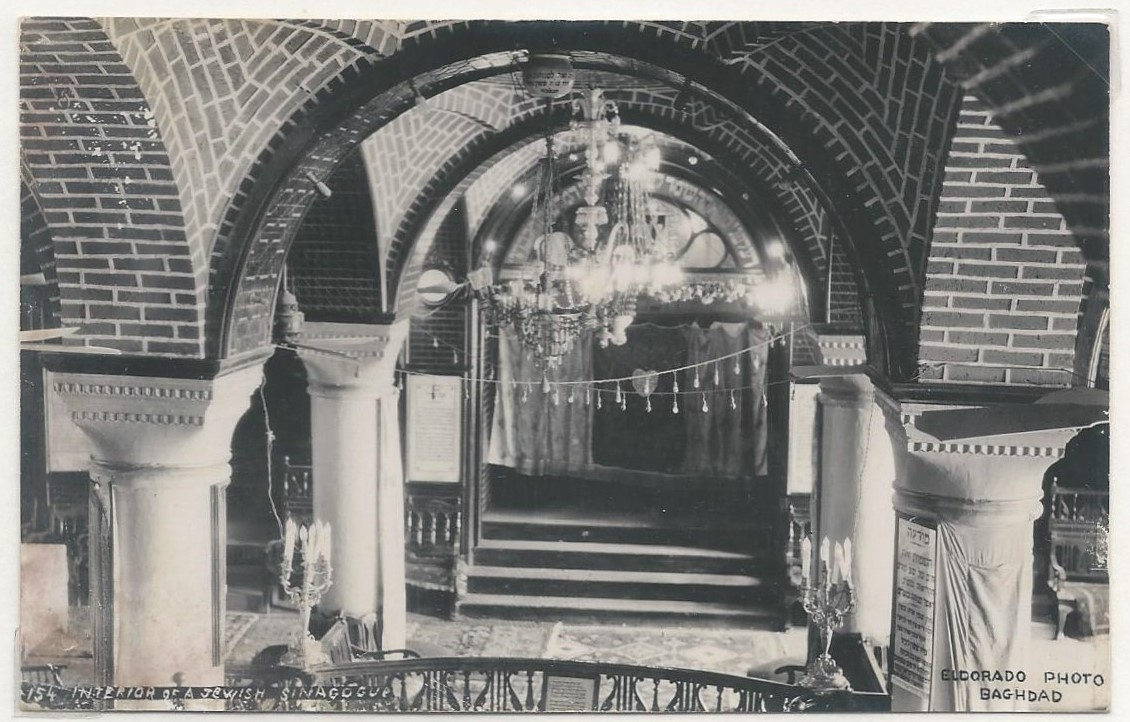
La Gran Sinagoga de Bagdad

La presència de població jueva a Bagdad data dels temps de l'antiga ciutat de Babilònia. El rei persa Cir II el Gran va conquerir aquesta ciutat i va permetre el retorn dels jueus a la seva terra. Tanmateix, molts d'ells van decidir quedar-s'hi, on van prosperar, i patint també persecucions, fins als temps del Califat Abbàssida i l'Imperi Otomà. Després de la independència d'Israel l'any 1948 i la Guerra araboisraeliana d'aquell mateix any, es van repetir els aldarulls contra els jueus. El govern israelià va dur a terme l'Operació Esdres i Nehemies, amb l'objectiu de traslladar, a partir de 1952, a aproximadament el 95% dels iraquians jueus a través d'un pont aeri. El 25 de juliol de 2003, sis dels últims jueus de Bagdad van viatjar en avió a Israel. L'any 2011 el nombre de jueus en la ciutat s'havia reduït a només set.

## Esforços de reconstrucció
La majoria dels esforços de la reconstrucció iraquiana s'han enfocat i destinat a reparar les danyades infraestructures urbanes de la ciutat.
Més visibles són els esforços de reconstrucció amb capital privat, com els de l'arquitecte i dissenyador urbà Hisham N. Ashkouri amb el Sindbad Hotel Complex i Centre de Conferències. També hi ha plans per a construir una sínia gegant, igual que la que hi ha a Londres (London Eye). El consorci de turisme d'Iraq també està buscant inversors per construir una "illa romàntica" al riu Tigris a Bagdad, ja que era un destió popular per als recentment casats iraquians. El projecte volia incloure un hotel de sis estrelles, un "spa", un camp de golf de 18 forats i un "club de camp".
A més, s'ha donat llum verda als plans arquitectònics únics per construir nombrosos gratacels al llarg del Tigris, per desenvolupar el centre financer de la ciutat a Kadhehemiah.
L'octubre de 2008, el metro de Bagdad va tornar a entrar en servei. Connecta el centre amb els veïnats meridionals de
Dora.

## Ciutats agermanades
- El Caire, Egipte (1978)
- Amman, Jordània (1989)
- Beirut, Líban
- Amman, Iemen (1989)
- Denver, Estats Units

## Personatges il·lustres
- Ibn at-Tiqtaqà, historiador.
- Al-Khatib al-Baghdadi, historiador del segle xi.